# Tratado de Aigun

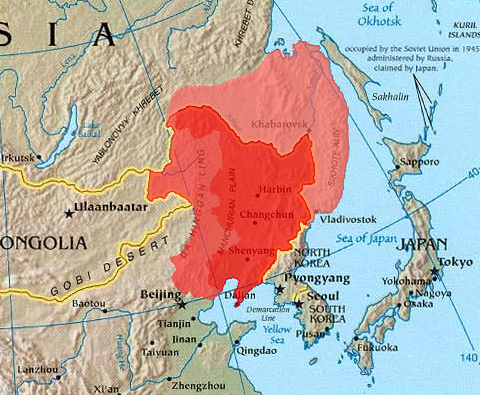
Limites da Manchúria adjudicada à China (vermelho escuro) e os territórios cedidos à Rússia (vermelho claro) pelo Tratado de Aigun.

O Tratado de Aigun foi um acordo subscrito em 1858 entre os representantes do Império Russo e da dinastia Qing da China, na localidade manchu de Aigun. É um de muitos "Tratados Desiguais" que a China se viu obrigada a assinar com as potências estrangeiras durante o século XIX.
O tratado era na realidade uma revisão de outro anterior, o Tratado de Nerchinsk de 1689, no qual se acordaram pela primeira vez as fronteiras entre China e Rússia. Com o novo acordo de Aigun, a China cedeu à Rússia os seus territórios situados à esquerda do rio Amur e nos montes Sikhote-Alin. Embora não se mencionasse no tratado, a China também renunciou a partir de então às suas reclamações sobre Sacalina, deixando via livre à colonização da mesma por parte de russos e japoneses, que já tinham delimitado as suas zonas de influencia na ilha em 1855.
Ficou acordado também que os rios Amur, Sungari e Ussuri seriam abertos exclusivamente ao tráfego de navios chineses e russos, e que não existiriam restrições ao comercio entre ambas as potências na área. Os residentes manchus que ficaram na zona russa foram autorizados a permanecer em suas casas e comerciar livremente com os estabelecidos do outro lado da fronteira. Por último, acordou-se que as ilhas situadas nos rios Amur e Ussuri seriam governadas de forma conjunta por ambos os países.
Para não dar lugar a equívocos, ambas as partes conservaram cópias do tratado em língua manchu. A Rússia também conservou outra em russo e a China outra em mongol.